# Microsoft Works
Microsoft Works – pakiet zintegrowany firmy Microsoft, będący znacznie uproszczonym odpowiednikiem biurowego zestawu Microsoft Office. Program był przeznaczony dla domowego użytkownika, ale był też w stanie obsłużyć potrzeby niewielkiej, zwłaszcza rodzinnej firmy. Został zastąpiony w 2010 roku pakietem Microsoft Office 2010 w wersji Starter.
Program, rozwijany w latach 1987–2008, był oferowany na rynku w wielu wersjach językowych. Od początku 2005 r. na rynku dostępna m.in. polskojęzyczna wersja Works 8 oraz anglojęzyczna wersja Works Suite 2005, różniące się znacznie zakresem oferowanych narzędzi. Dodatkowo wersja 9 jest darmowa, ale na licencji zbliżonej do adware (z reklamami, których wyłączenie kosztuje ok. 39 $).

## Narzędzia
Polska wersja zawiera następujące moduły:
- edytor tekstu (zawiera polskie narzędzia językowe – słownik ortograficzny, tezaurus, gramatyka)
- arkusz kalkulacyjny
- kartotekowa baza danych
- kalendarz z terminami i zadaniami
- przeglądarka prezentacji PowerPoint Viewer
- bezpośredni dostęp do przeglądarki internetowej i programu pocztowego.

Works Suite 2005, przeznaczony dla rynku amerykańskiego, zawiera dodatkowo:
- Microsoft Word 2002
- Microsoft Encarta Encyclopedia Standard 2005
- Microsoft Picture It! Premium 10
- Microsoft Money 2005 Standard
- Microsoft Streets & Trips 2005.

Works 8 zawiera kalendarz obsługujący wpisy wszystkich użytkowników komputera, a więc rozdzielający informacje zależnie od zalogowanej osoby. Ułatwienie stanowi duża liczba gotowych szablonów dokumentów, arkuszy i baz danych, które można wykorzystać w rozmaitych okolicznościach, oraz kreatorów projektów. Podstawowym założeniem jest łatwość obsługi programu, zakładająca niewysoki poziom komputerowego doświadczenia domowych użytkowników.

## Historia wersji

### Works dlaMS-DOS
- Microsoft Works 1.05
- Microsoft Works 2.0
- Microsoft Works 3.0

### Works dlaMicrosoft Windows
- Microsoft Works 2.0 oraz 2.0a (Windows 3.x)
- Microsoft Works 3.0, 3.0a oraz 3.0b – polska wersja dodatkowo zawierała konwertery plików TAG, QR-Tekst oraz Ami Pro (Windows 3.x)
- Microsoft Works 4.0, 4.0a, 4.5 oraz 4.5a (Windows 95)
- Microsoft Works 5.0 (Microsoft Works Suite 2000)
- Microsoft Works 6.0 (Microsoft Works Suite 2001 oraz 2002)
- Microsoft Works 7.0 (Microsoft Works Suite 2003)
- Microsoft Works 8
- Microsoft Works Suite 2004
- Microsoft Works Suite 2005
- Microsoft Works Suite 2006
- Microsoft Works 9

### Works dlaMac OS
- Microsoft Works 2.0
- Microsoft Works 3.0
- Microsoft Works 4.0
- Microsoft Works 5.0